# MBBC Juniors 2012
Das MBBC Juniors 2012 als bedeutendstes internationales Nachwuchsturnier von Kalifornien im Badminton fand vom 16. bis zum 20. Juli 2012 im Manhattan Beach Badminton Club in Manhattan Beach statt.

## Sieger und Platzierte der U19
| Disziplin    | Gold                        | Silber                             | Bronze                           |
| ------------ | --------------------------- | ---------------------------------- | -------------------------------- |
| Herreneinzel | Johannes Hagen              | Mads Pliniussen                    | Shawn Whong                      |
| Herreneinzel | Johannes Hagen              | Mads Pliniussen                    | Luke Pearce                      |
| Dameneinzel  | Marie Wåland                | Rochelle Ng                        | Alice Liu                        |
| Dameneinzel  | Marie Wåland                | Rochelle Ng                        | Beatriz Ramos                    |
| Herrendoppel | Chad Naramore Shawn Whong   | Jevon Gaskin Johannes Hagen        | Mads Pliniussen Walker Weinstein |
| Herrendoppel | Chad Naramore Shawn Whong   | Jevon Gaskin Johannes Hagen        | Adams Rodríguez Brandon Samayoa  |
| Damendoppel  | Anne Klyve Marie Wåland     | Mikeila Carrington Monyata Riviera | Alice Liu Jennifer Lu Tang       |
| Damendoppel  | Anne Klyve Marie Wåland     | Mikeila Carrington Monyata Riviera | Lynn Wang Erin Yokote            |
| Mixed        | Johannes Hagen Marie Wåland | Shawn Whong Rochelle Ng            | Chad Naramore Alice Liu          |
| Mixed        | Johannes Hagen Marie Wåland | Shawn Whong Rochelle Ng            | Cory Fanus Monyata Riviera       |